# Pedro Manuel de Soraluce
Pedro Manuel de Soraluce (San Sebastián, siglo XIX-San Sebastián, 1 de diciembre de 1919) fue un historiador y publicista español.

## Biografía
Hijo del historiador Nicolás de Soraluce y Zubizarreta, nació en la localidad guipuzcoana de San Sebastián. Fue el primer director del Museo San Telmo sito allí. Colaboró con la Real Academia de la Historia, de la que fue correspondiente, y con la revista Euskal-Erria. En el año 1900, compuso una relación de las Visitas de reyes y personajes ilustres a la ciudad. Falleció en su localidad natal en 1919.